# Тшциниця (Ґродзиський повіт)
Тшциниця (пол. Trzcinica) — село в Польщі, у гміні Веліхово Ґродзиського повіту Великопольського воєводства.
Населення — 316 осіб (2011).
У 1975-1998 роках село належало до Познанського воєводства.

## Демографія
Демографічна структура станом на 31 березня 2011 року:
|          | Загалом | Допрацездатний вік | Працездатний вік | Постпрацездатний вік |
| -------- | ------- | ------------------ | ---------------- | -------------------- |
| Чоловіки | 148     | 25                 | 111              | 12                   |
| Жінки    | 168     | 46                 | 95               | 27                   |
| Разом    | 316     | 71                 | 206              | 39                   |